# Pierre Picart

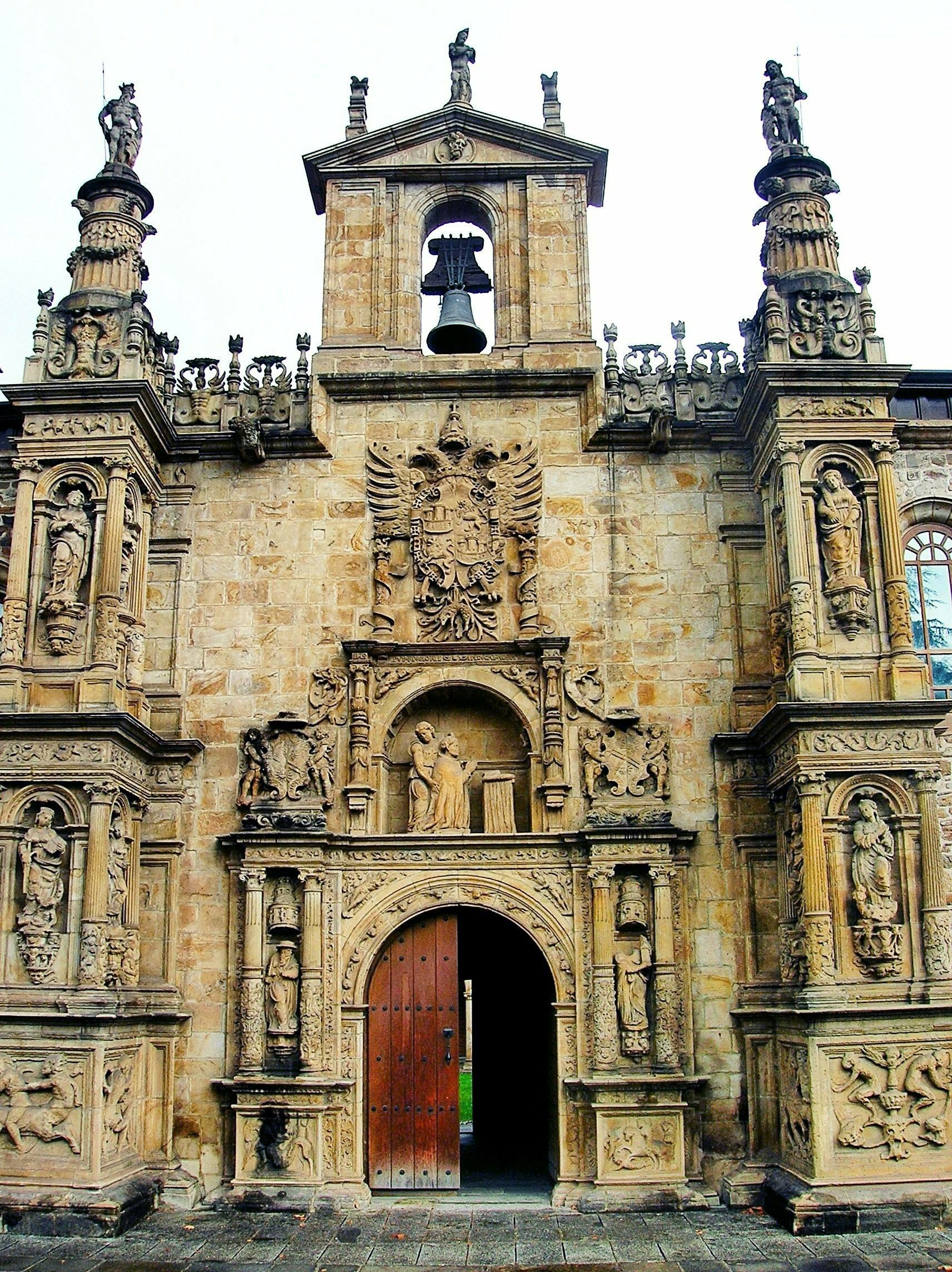
Fachada renacentista de la Universidad de Oñate, una de las obras más importantes de Pierre Picart.

Pierre Picart, fue un escultor tallista del siglo XVI de origen francés afincado en Salvatierra y Huarte-Araquil, cuyas obras fueron realizadas especialmente en el norte peninsular de España.

## Biografía
Conocido también como maese Pedro de Duran, según consta en contratos suscritos con el obispo de Ávila Rodrigo Mercado de Zuazola, para la realización de la portada de la Universidad de Oñate con fechas 10-11-1545 y 10-04-1546, con unos grandes «pilastrones» que contienen las imágenes de las Virtudes, Padres de la iglesia y diversos santos así como ornamentos de grotescos propios del renacimiento. En la capilla del Sancti Spiritus de la universidad se encuentra un retablo policromado con trazas de estilo manierista atribuido a Picart. 
Entre sus obras más destacables se encuentra con estilo manierista el retablo de la iglesia de Unzue del año 1565. Dos años antes había formado parte en la realización del retablo de la iglesia de San Juan de Estella en colaboración con Juan de Beauves. Estos dos artistas trabajaron también juntos en el retablo mayor del monasterio de Santiago de Pamplona. Mantuvo una buena colaboración con los tallistas Pedro Moret, Lope de Larrea y Nicolás Pérez con los que ejecutó diversos retablos por dicha zona.
En el Museo Nacional de Escultura de Valladolid se conservan dos relieves de Pierre Picart, con el tema de la Muerte de Cristo.
Aunque se sabe que vivió al menos hasta 1583, había redactado ya su testamento en 1548.